# Vassyl Lypkivsky
Vassyl Lypkivsky  (en ukrainien : Василь Костянтинович Липківський, 1864 – 1937) est un métropolite et fondateur de l’Église orthodoxe autocéphale ukrainienne.

## Biographie
Il est né dans le Gouvernement de Kiev d'un père prêtre. Il a fait ses études au séminaire d'Ouman en 1873 puis dans l'Université nationale Académie Mohyla de Kiev. En 1919 il célébrait la messe en ukrainien en la cathédrale militaire Saint-Nicolas de Kiev. 

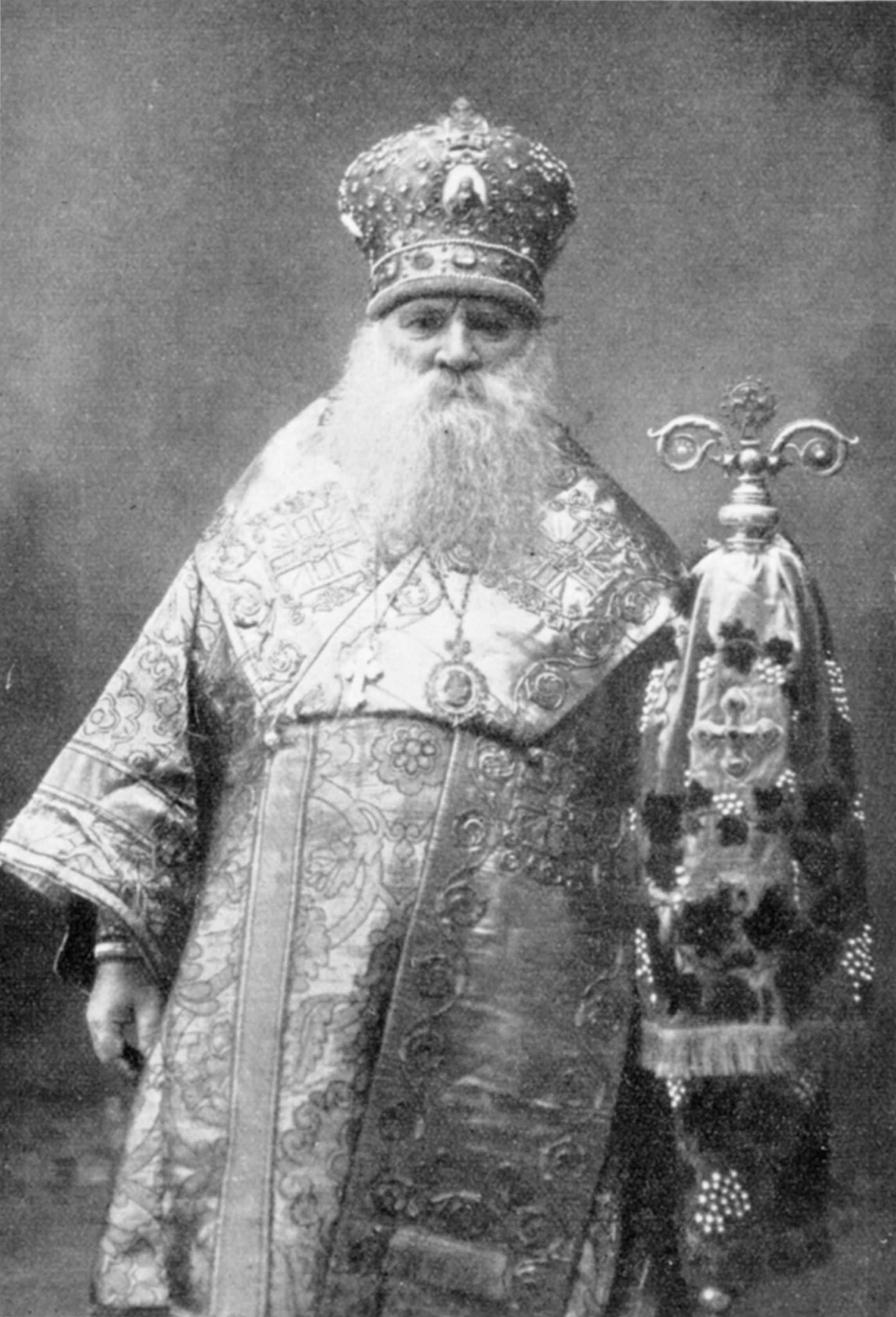
En 1921.

Le  23 octobre 1921 il participait au concile qui créait l'Église orthodoxe autocéphale ukrainienne et en fut le premier métropolite.

## En images

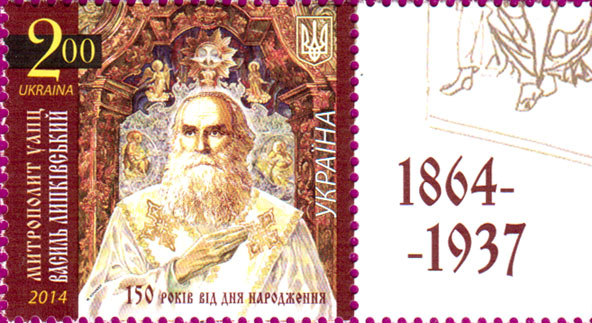
Sur un timbre ukrainien en 2014.
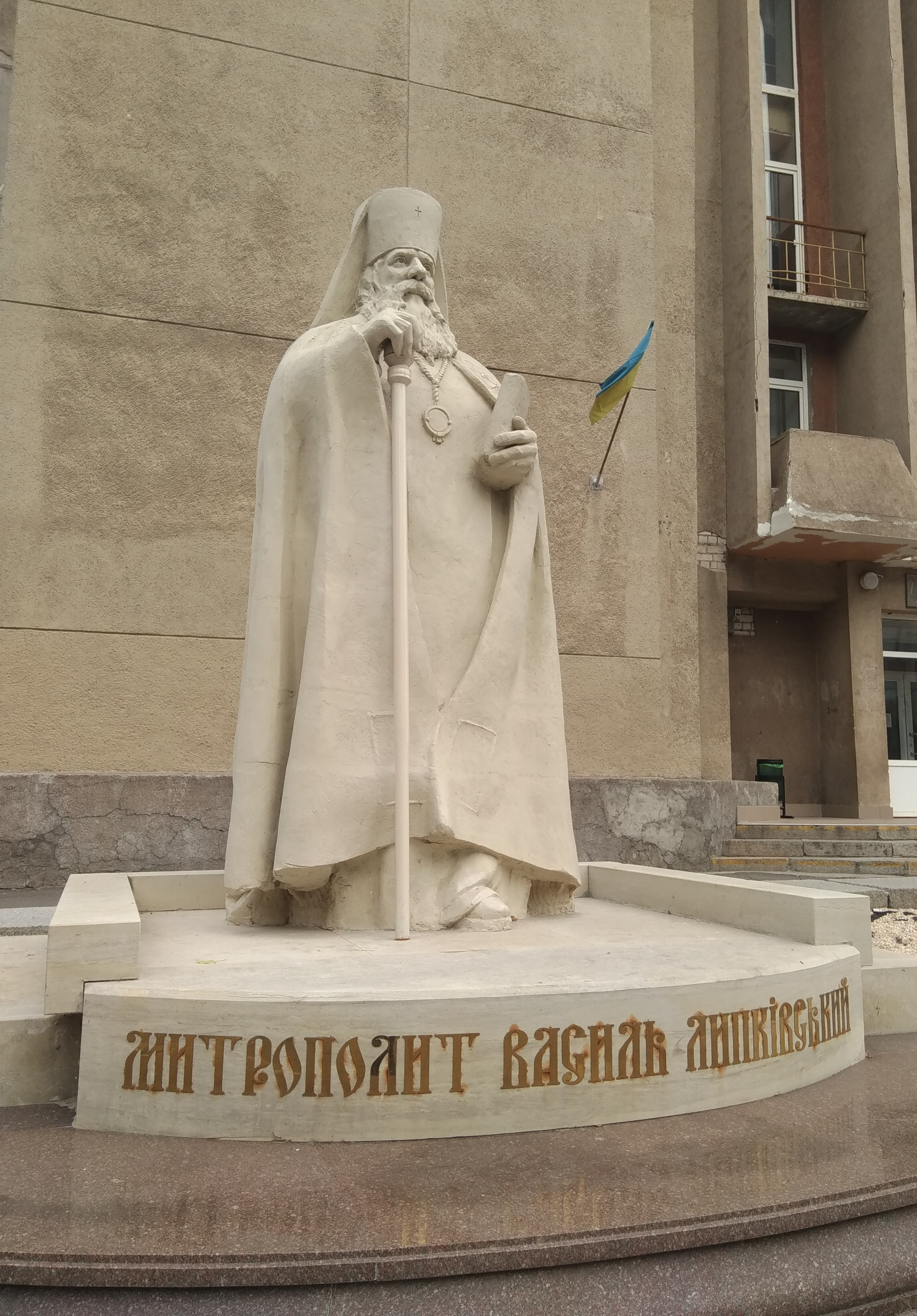
Sa statue à Tcherkassy.
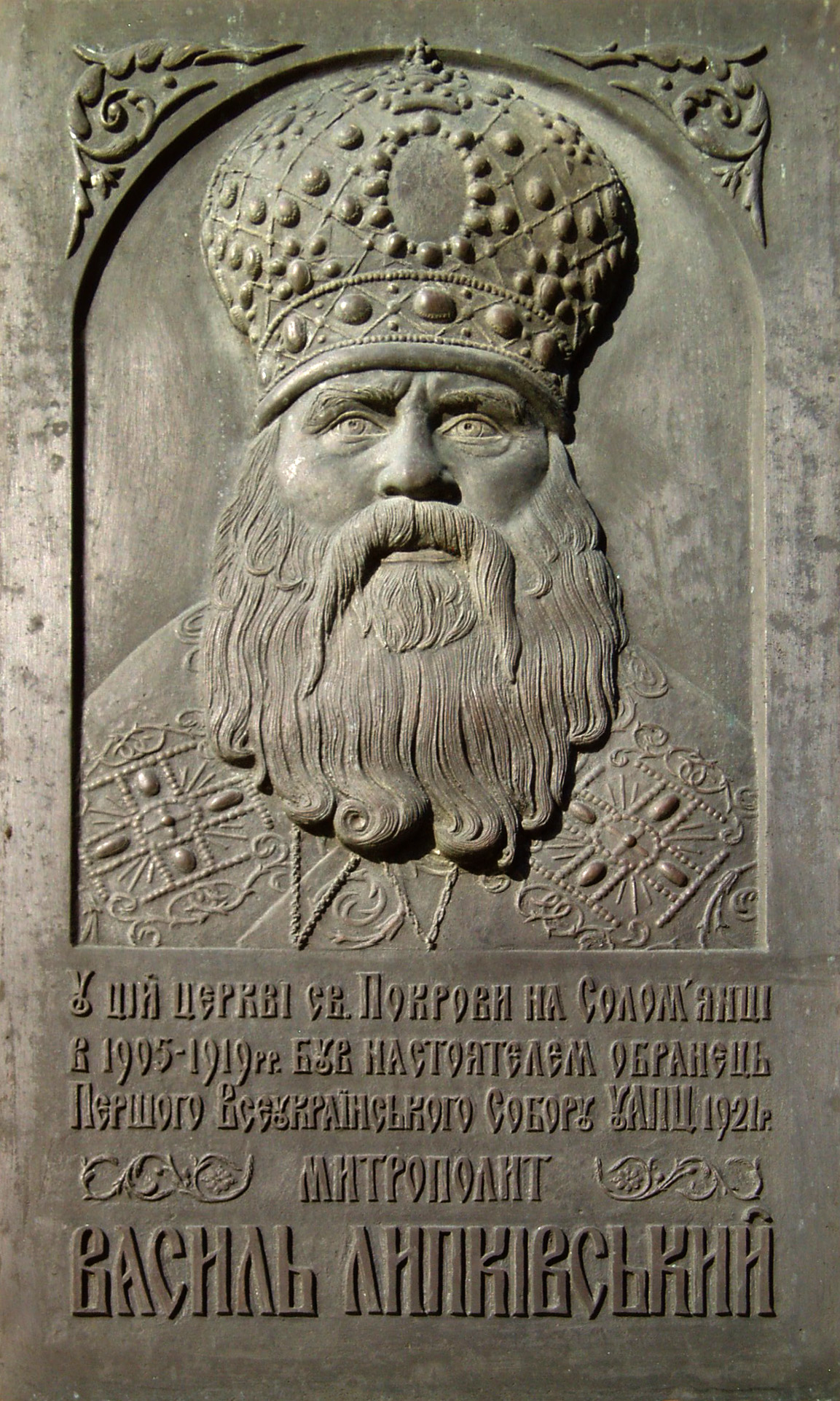
plaque mémoriel à Kiev sur l'église Pokrova.
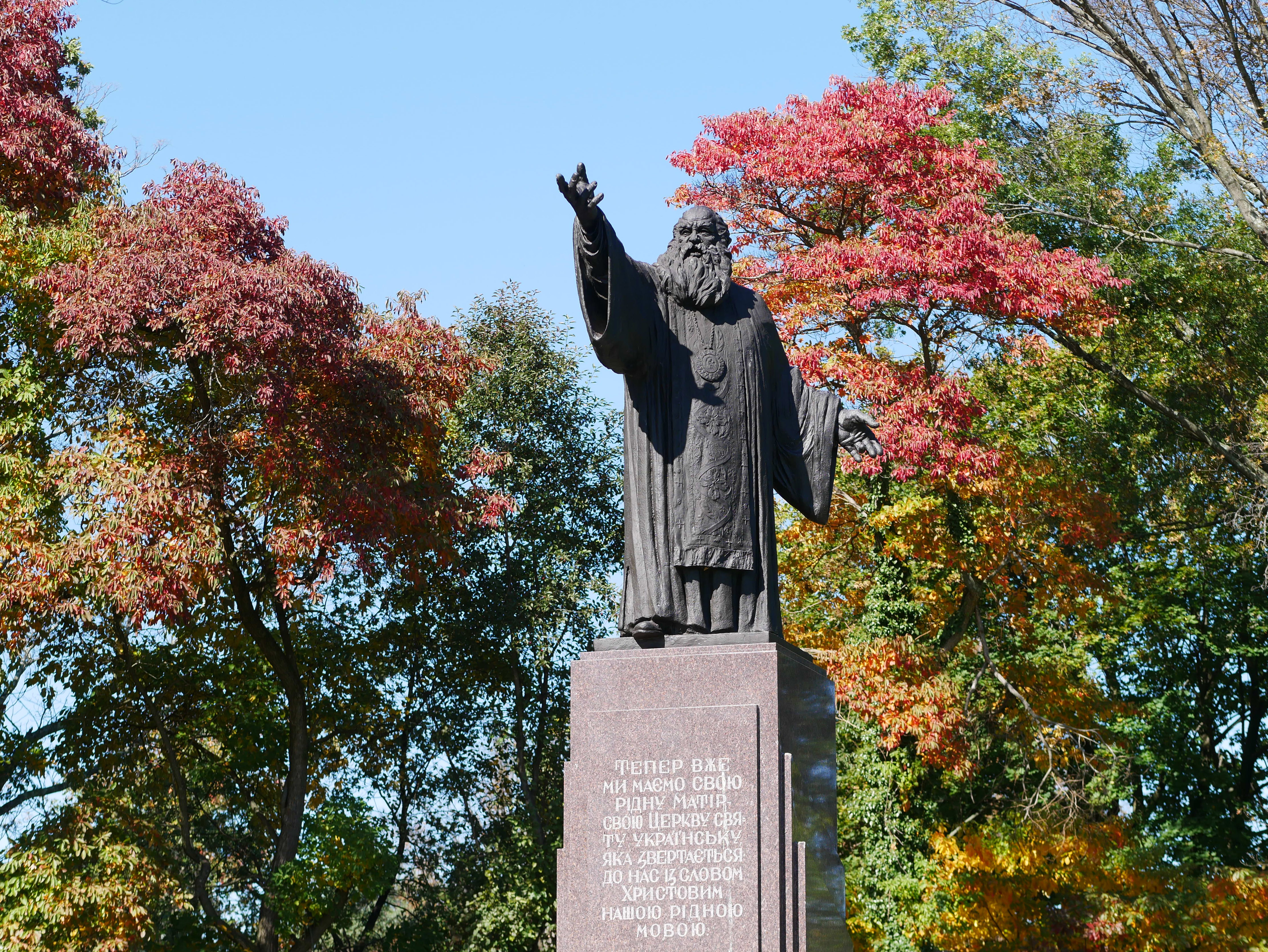
Statue à Bound Brook, New Jersey.

## Sources et références
1. ↑  (en) « Lypkivsky, Vasyl », sur Encyclopedia of Ukraine (consulté le 9 août 2024)